# Classificació de la Copa del Món de futbol 2006-CAF Primera Ronda
A la Primera Ronda de la classificació de la Copa del Món de futbol 2006 de la CAF 42 equips es van emparellar en eliminatòries a casa i fora. Els 21 guanyadors passarien a la Segona Ronda on es trobarien amb els altres 9 equips que es classifiquen directament a la Segona Ronda. Aquests equips són els 5 equips que es van classificar per a les finals de la Copa del Món de 2002 (Camerun, Nigèria, Senegal, Sud-àfrica i Tunísia) i els 4 equips més alts del rànquing mundial de la FIFA del 25 de juny de 2003 (RD del Congo, Costa d'Ivori, Egipte i el Marroc).

## Partits
| Guinea Bissau | 1–2    | Mali                     |
| ------------- | ------ | ------------------------ |
| Fernandes 50' | Report | Keita 8' · Coulibaly 69' |

| Mali                              | 2–0    | Guinea Bissau |
| --------------------------------- | ------ | ------------- |
| Coulibaly 15' · Sidibé 84' (pen.) | Report |               |

Mali guanyà 4–1 en l'agregat i avançà a la Segona Ronda.
| Madagascar | 1–1    | Benín         |
| ---------- | ------ | ------------- |
| Edmond 28' | Report | Adjamossi 74' |

| Benín                           | 3–2    | Madagascar                                   |
| ------------------------------- | ------ | -------------------------------------------- |
| Tchomogo 33' (pen.), 62', 90+2' | Report | Radonamahafalison 15' · Rakotondramanana 23' |

Benín guanyà 4–3 en l'agregat i avançà a la Segona Ronda.
| Seychelles | 0–4    | Zàmbia                                              |
| ---------- | ------ | --------------------------------------------------- |
|            | Report | Kampamba 8' · Fichite 44' · Milanzi 52' · Numba 75' |

| Zàmbia     | 1–1    | Seychelles  |
| ---------- | ------ | ----------- |
| Milanzi 7' | Report | Suzette 69' |

Zàmbia guanyà 5–1 en l'agregat i avançà a la Segona Ronda.
| Botswana                                           | 4–1    | Lesotho      |
| -------------------------------------------------- | ------ | ------------ |
| Molwantwa 7' · Gabolwelwe 44' · Selolwane 50', 53' | Report | Ramafole 64' |

| Lesotho | 0–0    | Botswana |
| ------- | ------ | -------- |
|         | Report |          |

Botswana guanyà 4–1 en l'agregat i avançà a la Segona Ronda.
| Guinea Equatorial | 1–0    | Togo |
| ----------------- | ------ | ---- |
| Barila 25' (pen.) | Report |      |

| Togo                       | 2–0    | Guinea Equatorial |
| -------------------------- | ------ | ----------------- |
| Adebayor 43' · Salifou 53' | Report |                   |

Togo guanyà 2–1 en l'agregat i avançà a la Segona Ronda.
| São Tomé i Príncipe | 0–1    | Líbia        |
| ------------------- | ------ | ------------ |
|                     | Report | El Masli 85' |

| Líbia                                                                             | 8–0    | São Tomé i Príncipe |
| --------------------------------------------------------------------------------- | ------ | ------------------- |
| El Masli 8', 17', 20' · El Taib 45', 63' · Suliman 54' · Osman 74' · El Rabty 88' | Report |                     |

Líbia guanyà 9–0 en l'agregat i avançà a la Segona Ronda.
| Tanzània | 0–0    | Kenya |
| -------- | ------ | ----- |
|          | Report |       |

| Kenya                      | 3–0    | Tanzània |
| -------------------------- | ------ | -------- |
| Oliech 9', 32' · Origi 30' | Report |          |

Kenya guanyà 3–0 en l'agregat i avançà a la Segona Ronda.
| Níger | 0–1    | Algèria       |
| ----- | ------ | ------------- |
|       | Report | Boutabout 63' |

| Algèria                                                 | 6–0    | Níger |
| ------------------------------------------------------- | ------ | ----- |
| Cherrad 16', 22' · Akrour 42', 45', 82' · Boutabout 77' | Report |       |

Algèria guanyà 7–0 en l'agregat i avançà a la Segona Ronda.
| Uganda                             | 3–0    | Maurici |
| ---------------------------------- | ------ | ------- |
| Bajope 17' · Mubiru 35' · Obua 75' | Report |         |

| Maurici                               | 3–1 (pr.) | Uganda    |
| ------------------------------------- | --------- | --------- |
| Nabuth 18' · Mourgine 32' · Louis 89' | Report    | Obua 112' |

Uganda guanyà 4–3 en l'agregat i avançà a la Segona Ronda.
| Sudan                                                  | 3–0    | Eritrea |
| ------------------------------------------------------ | ------ | ------- |
| Tambal 10' · Haitham Elrasheed 30' · Mujahid Ahmed 77' | Report |         |

| Eritrea | 0–0    | Sudan |
| ------- | ------ | ----- |
|         | Report |       |

Sudan guanyà 3–0 en l'agregat i avançà a la Segona Ronda.
| Zimbàbue                                  | 3–0    | Mauritània |
| ----------------------------------------- | ------ | ---------- |
| A. Ndlovu 23' · Tembo 47' · P. Ndlovu 57' | Report |            |

| Mauritània              | 2–1    | Zimbàbue    |
| ----------------------- | ------ | ----------- |
| Langlet 3' · Sidibe 10' | Report | Mbwando 81' |

Zimbàbue guanyà 4–2 en l'agregat i avançà a la Segona Ronda.
| Swaziland   | 1–1    | Cap Verd   |
| ----------- | ------ | ---------- |
| Dlamini 64' | Report | Morais 55' |

| Cap Verd                   | 3–0    | Swaziland |
| -------------------------- | ------ | --------- |
| Cafú 51', 65' · Morais 90' | Report |           |

Cap Verd guanyà 4–1 en l'agregat i avançà a la Segona Ronda.
| Burundi | 0–0    | Gabon |
| ------- | ------ | ----- |
|         | Report |       |

| Gabon                                            | 4–1    | Burundi       |
| ------------------------------------------------ | ------ | ------------- |
| N'Zigou 2' · Mwinyi 16' (p.p.) · Nguéma 38', 80' | Report | Nzeyimana 90' |

Gabon guanyà 4–1 en l'agregat i avançà a la Segona Ronda.
| Txad                | 3–1    | Angola          |
| ------------------- | ------ | --------------- |
| Oumar 53', 74', 83' | Report | Bruno Mauro 49' |

| Angola                     | 2–0    | Txad |
| -------------------------- | ------ | ---- |
| Akwá 42' · Bruno Mauro 57' | Report |      |

Angola guanyà per la regla del valor doble dels gols en camp contrari després del 3–3 en l'agregat i avançà a la Segona Ronda.
| Congo             | 1–0    | Sierra Leone |
| ----------------- | ------ | ------------ |
| Mvoubi 89' (pen.) | Report |              |

| Sierra Leone | 1–1    | Congo         |
| ------------ | ------ | ------------- |
| Koroma 58'   | Report | Guié-Mien 67' |

Congo guanyà 2–1 en l'agregat i avançà a la Segona Ronda.
| Etiòpia         | 1–3    | Malawi                           |
| --------------- | ------ | -------------------------------- |
| Getu 81' (pen.) | Report | Kanyenda 39', 55' · Mgangira 88' |

| Malawi | 0–0    | Etiòpia |
| ------ | ------ | ------- |
|        | Report |         |

Malawi guanyà 3–1 en l'agregat i avançà a la Segona Ronda.
| Ruanda                                | 3–0    | Namíbia |
| ------------------------------------- | ------ | ------- |
| Elias 43' · Karekezi 52' · Lomami 58' | Report |         |

| Namíbia      | 1–1    | Ruanda     |
| ------------ | ------ | ---------- |
| Shipanga 39' | Report | Lomami 37' |

Ruanda guanyà 4–1 en l'agregat i avançà a la Segona Ronda.
| Guinea       | 1–0    | Moçambic |
| ------------ | ------ | -------- |
| Bangoura 70' | Report |          |

| Moçambic            | 3–4    | Guinea                             |
| ------------------- | ------ | ---------------------------------- |
| Dário 75', 80', 89' | Report | Youla 14' · Bangoura 21', 35', 54' |

Guinea guanyà 5–3 en l'agregat i avançà a la Segona Ronda.
| Gàmbia               | 2–0    | Libèria |
| -------------------- | ------ | ------- |
| Njie 64' · Sonko 79' | Report |         |

| Libèria                            | 3–0    | Gàmbia |
| ---------------------------------- | ------ | ------ |
| Roberts 10' · Isaac Tondo 76', 83' | Report |        |

Libèria guanyà 3–2 en l'agregat i avançà a la Segona Ronda.
| Somàlia | 0–5    | Ghana                                            |
| ------- | ------ | ------------------------------------------------ |
|         | Report | Arhin Duah 25', 56' · Boakye 69', 89' · Gyan 82' |

| Ghana                  | 2–0    | Somàlia |
| ---------------------- | ------ | ------- |
| Appiah 27' · Adjei 90' | Report |         |

Ghana guanyà 7–0 en l'agregat i avançà a la Segona Ronda.
| Burkina Faso | n/d | República Centreafricana |
| ------------ | --- | ------------------------ |
|              |     |                          |

La República Centreafricana abandonà. Burkina Faso avançà a la Segona Ronda.